# Негулеску, Адриан
Адриан Негулеску (рум. Adrian Negulescu; род. 10 июня 1961) — румынский шахматист, международный мастер (1981).
В составе сборной Румынии участник 9-го командного чемпионата Европы (1989) в Хайфе.

## Изменения рейтинга
| Графики недоступны из-за технических проблем. См. информацию на Фабрикаторе и на mediawiki.org. |